# 文芸講話
文芸講話（ぶんげいこうわ）は、1942年5月に延安で行われた文芸座談会で毛沢東によって行われた講話を整理した論文。正式名称は「延安文芸座談会での講話」（在延安文芸座談会上的講話）。

## テキスト
1943年10月延安「解放日報」で発表。その後は共産党支配地区の各地で「解放日報」版に基づく単行本が発行された。中華人民共和国建国後の1953年、『毛沢東選集』第三巻が刊行された時に大幅改訂され、その『選集』版が現在では公式の版本になっている。中国での略称は『講話』。なお座談会後まもなく毛沢東の確認を経ない速記録が関係者に配布されたというが、現在は散逸。「解放日報」版は今日、毛沢東文献資料研究会編集『毛沢東集』（蒼蒼社　1983）第九巻に収録され読むことができる。

## 内容
文芸講話は多くの提起を行っているが、主な内容は「文芸の労農兵への方向」「知識人の思想改造」「芸術評価における政治的基準の芸術的基準への優先」である。
「文芸の労農兵への方向」「知識人の思想改造」は、聴衆として集まった作家・芸術家に対して、当時の作家たちが持っていた「誤った」傾向を批判するとともに、労働者農民兵士（労農兵）の立場に立つことを厳しく要求し、労農兵に喜ばれる作品の創作を要求するというものであった。第二次国共合作成立後、延安には大量の都市出身の知識青年が結集していたが、彼らは活動経験の乏しい小資産階級出身であり、革命に希望を持って参加してみたものの厳しい現実に直面して失望し、中には自らの不満を作中で直接表明したり延安の汚点を暴露したりするという「短絡的」な行為に走った者もいた。そういった彼らの「偏向」を「正」し、労農兵の中に入りその思想を改造することを毛沢東ら中国共産党幹部は求め、文芸講話はその役割を果たしたとされる。
「芸術評価における政治的基準の芸術的基準の優先」は、辺区（解放区）の厳しい現実においては作品評価の際に政治面からの要求の方が芸術面よりも重視される、というものである。

## 影響
文芸講話は、本来は抗日戦争中の解放区における文芸界の当面の問題を解決するためのものであった。これから解明しなければならない問題がいくつもあることは、毛沢東自身が文芸講話の文中で認めていた。しかし中華人民共和国成立後は、毛の権威の向上とともに、中国文学の基本方向を指示したものとして絶対視されていった。文化大革命終結後の1980年代から次第に棚上げされるようになったが、現在でも中国共産党は毛沢東の主要著作としている。日本でも岩波文庫での翻訳（竹内好訳）などによって普及した。